# Mistrzostwa Świata Juniorów w Narciarstwie Klasycznym 1998
Mistrzostwa Świata Juniorów w Narciarstwie Klasycznym 1998 – zawody sportowe, które odbyły się w dniach 21 stycznia - 25 stycznia 1998 r. w szwajcarskim Sankt Moritz. Podczas mistrzostw zawodnicy rywalizowali w 8 konkurencjach, w trzech dyscyplinach klasycznych: skokach narciarskich, kombinacji norweskiej oraz w biegach narciarskich. W tabeli medalowej zwyciężyła reprezentacja Finlandii, której zawodnicy zdobyli też najwięcej medali: 2 złote, 2 srebrne i 2 brązowe medale.

## Program
21 stycznia
- Biegi narciarskie - 5 kilometrów (K), 10 kilometrów (M)
- Skoki narciarskie - skocznia normalna indywidualnie (M)

22 stycznia
- Skoki narciarskie - skocznia normalna drużynowo (M)
- Kombinacja norweska - skocznia normalna, 10 kilometrów indywidualnie (M)

23 stycznia
- Biegi narciarskie - sztafeta 4x5 kilometrów (K), 4x10 kilometrów (M)
- Kombinacja norweska - skocznia normalna, 5 kilometrów drużynowo (M)

25 stycznia
- Biegi narciarskie - 15 kilometrów (K), 30 kilometrów (M)

## Medaliści

### Biegi narciarskie
Mężczyźni
| Konkurencja                      | Data             | Złoto                                                             | Srebro                                                                        | Brąz                                                                         |
| -------------------------------- | ---------------- | ----------------------------------------------------------------- | ----------------------------------------------------------------------------- | ---------------------------------------------------------------------------- |
| Bieg na 30 km techniką klasyczną | 25 stycznia 1998 | Aleksiej Łuszkin                                                  | Aleksandr Nikitienko                                                          | Krister Trondsen                                                             |
| Bieg na 10 km techniką dowolną   | 21 stycznia 1998 | Andreas Koiser                                                    | Ivan Margaroli                                                                | Martin Koukal                                                                |
| Bieg sztafetowy 4x10 km          | 23 stycznia 1998 | Czechy Norbert Pelc · Lukáš Havlin · Ondřej Bíman · Martin Koukal | Norwegia Krister Trondsen · Hans Leithe · Tore Ruud Hofstad · Brynjar Skjærli | Włochy Ivan Margaroli · Florian Kostner · Bruno Debertolis · Loris Frasnelli |

Kobiety
| Konkurencja                      | Data             | Złoto                                                                           | Srebro                                                                     | Brąz                                                                           |
| -------------------------------- | ---------------- | ------------------------------------------------------------------------------- | -------------------------------------------------------------------------- | ------------------------------------------------------------------------------ |
| Bieg na 15 km technika klasyczną | 25 stycznia 1998 | Hilde Glomsås                                                                   | Marina Łajska                                                              | Katrin Šmigun                                                                  |
| Bieg na 5 km techniką dowolną    | 21 stycznia 1998 | Katrin Šmigun                                                                   | Claudia Künzel                                                             | Zuzana Kocumová                                                                |
| Bieg sztafetowy 4x5 km           | 23 stycznia 1998 | Szwecja Lina Andersson · Jenny Olsson · Anna-Karin Strömstedt · Mariana Handler | Finlandia Krista Uusitalo · Jenni Suikka · Piia Tarvainen · Pirjo Manninen | Rosja Marina Łajska · Ludmiła Bołtniewa · Tatjana Wodołazowa · Olga Moskalenko |

### Skoki narciarskie
Mężczyźni
| Konkurencja                       | Data             | Złoto                                                               | Srebro                                                                           | Brąz                                                                        |
| --------------------------------- | ---------------- | ------------------------------------------------------------------- | -------------------------------------------------------------------------------- | --------------------------------------------------------------------------- |
| Skocznia normalna - indywidualnie | 21 stycznia 1998 | Wolfgang Loitzl                                                     | Kazuhiro Nakamura                                                                | Matti Hautamäki                                                             |
| Skocznia normalna - drużynowo     | 22 stycznia 1998 | Niemcy Frank Löffler · Georg Späth · Stefan Pieper · Michael Wagner | Japonia Homare Kishimoto · Keita Umezaki · Kazuki Nishishita · Kazuhiro Nakamura | Finlandia Pekka Salminen · Hannu Alakunnas · Jani Mylläri · Matti Hautamäki |

### Kombinacja norweska
Mężczyźni
| Konkurencja                                      | Data             | Złoto                                                                          | Srebro                                                           | Brąz                                                                            |
| ------------------------------------------------ | ---------------- | ------------------------------------------------------------------------------ | ---------------------------------------------------------------- | ------------------------------------------------------------------------------- |
| Skocznia normalna, bieg na 10 km - indywidualnie | 22 stycznia 1998 | Hannu Manninen                                                                 | Samppa Lajunen                                                   | David Kreiner                                                                   |
| Skocznia normalna, bieg na 4x5 km - drużynowo    | 23 stycznia 1998 | Finlandia Mikko Keskinarkaus · Jaakko Tallus · Samppa Lajunen · Hannu Manninen | Słowenia Gorazd Robnik · Jure Kosmač · Marko Šimič · Igor Cuznar | Szwajcaria Christoph Engel · Lucas Vonlanthen · Roger Kamber · Andreas Hartmann |

## Tabela medalowa
| Klasyfikacja medalowa | Klasyfikacja medalowa | Klasyfikacja medalowa | Klasyfikacja medalowa | Klasyfikacja medalowa | Klasyfikacja medalowa |
| Lp.                   | Państwo               | złoto                 | srebro                | brąz                  | złoto · srebro · brąz |
| --------------------- | --------------------- | --------------------- | --------------------- | --------------------- | --------------------- |
| 1.                    | Finlandia             | 2                     | 2                     | 2                     | 6                     |
| 2.                    | Austria               | 2                     | 0                     | 1                     | 3                     |
| 3.                    | Rosja                 | 1                     | 2                     | 1                     | 4                     |
| 4.                    | Norwegia              | 1                     | 1                     | 1                     | 3                     |
| 5.                    | Niemcy                | 1                     | 1                     | 0                     | 2                     |
| 6.                    | Czechy                | 1                     | 0                     | 2                     | 3                     |
| 7.                    | Estonia               | 1                     | 0                     | 1                     | 2                     |
| 8.                    | Szwecja               | 1                     | 0                     | 0                     | 1                     |
| 9.                    | Japonia               | 0                     | 2                     | 0                     | 2                     |
| 10.                   | Włochy                | 0                     | 1                     | 1                     | 2                     |
| 11.                   | Słowenia              | 0                     | 1                     | 0                     | 1                     |
| 12.                   | Szwajcaria            | 0                     | 0                     | 1                     | 1                     |